# Hypotrachyna polydactyla
Hypotrachyna polydactyla är en lavart som först beskrevs av Krog & Swinscow, och fick sitt nu gällande namn av T. H. Nash. Hypotrachyna polydactyla ingår i släktet Hypotrachyna och familjen Parmeliaceae.   Inga underarter finns listade i Catalogue of Life.